# فرودگاه بین‌المللی مینیاپولیس−سنت پل
فرودگاه بین‌المللی مینیاپولیس−سنت پل (به انگلیسی: Minneapolis−Saint Paul International Airport) یک فرودگاه همگانی مسافربری با کد یاتا MSP است که یک باند فرود بتن دارد و طول باند آن ۳۳۵۵ متر است. این فرودگاه در شهر سینت پال کشور ایالات متحده آمریکا قرار دارد و در ارتفاع ۲۵۶ متری از سطح دریا واقع شده‌است.

## شرکت‌های هواپیمایی و مقصدهای پروازی

### مسافری
All international arrivals lacking border preclearance must pass through اداره گمرک و حفاظت مرزی ایالات متحده آمریکا at Terminal 1 Gates G1-G10 or at Terminal 2 Gates H3-H7.

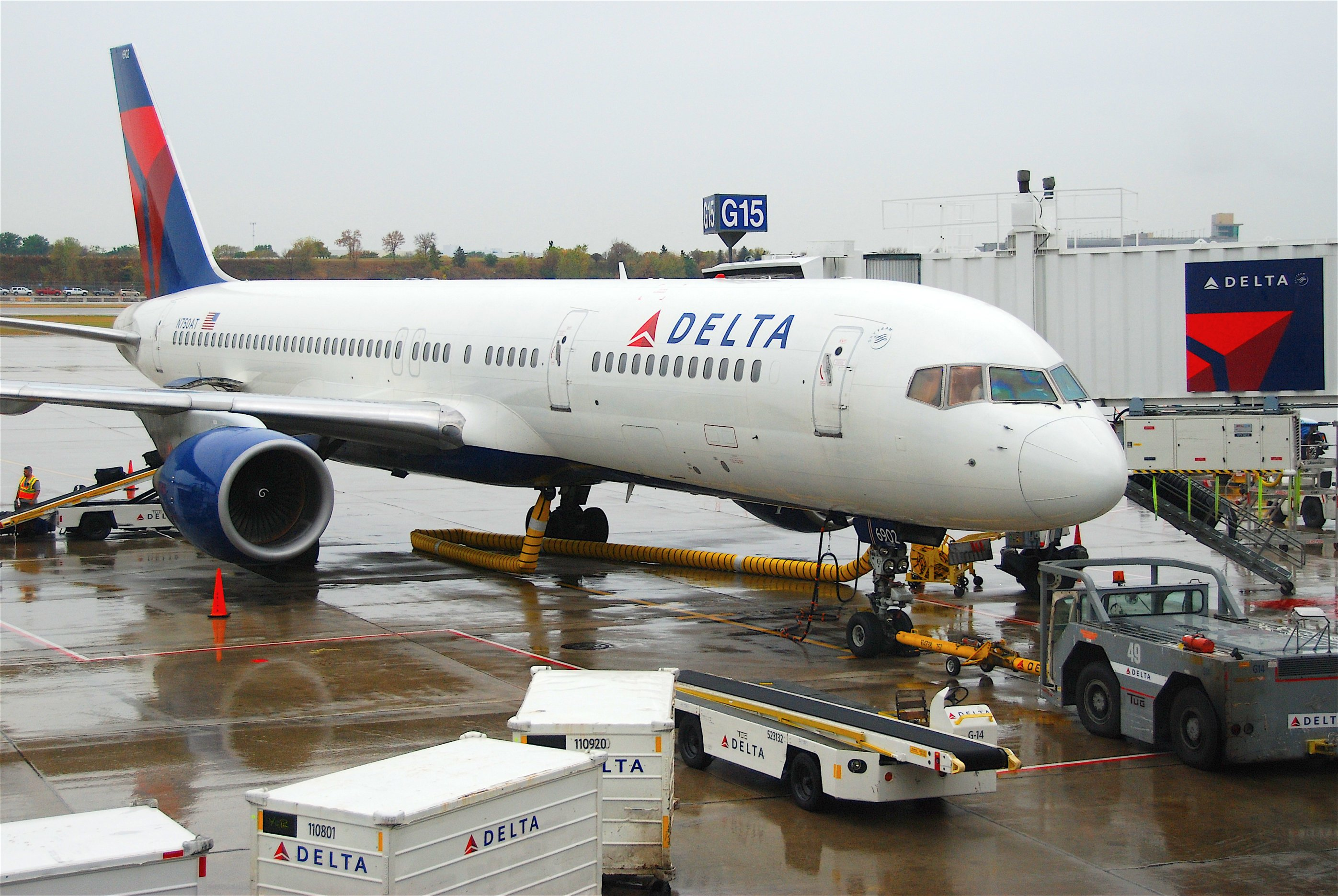
Delta Air Lines Boeing 757-212

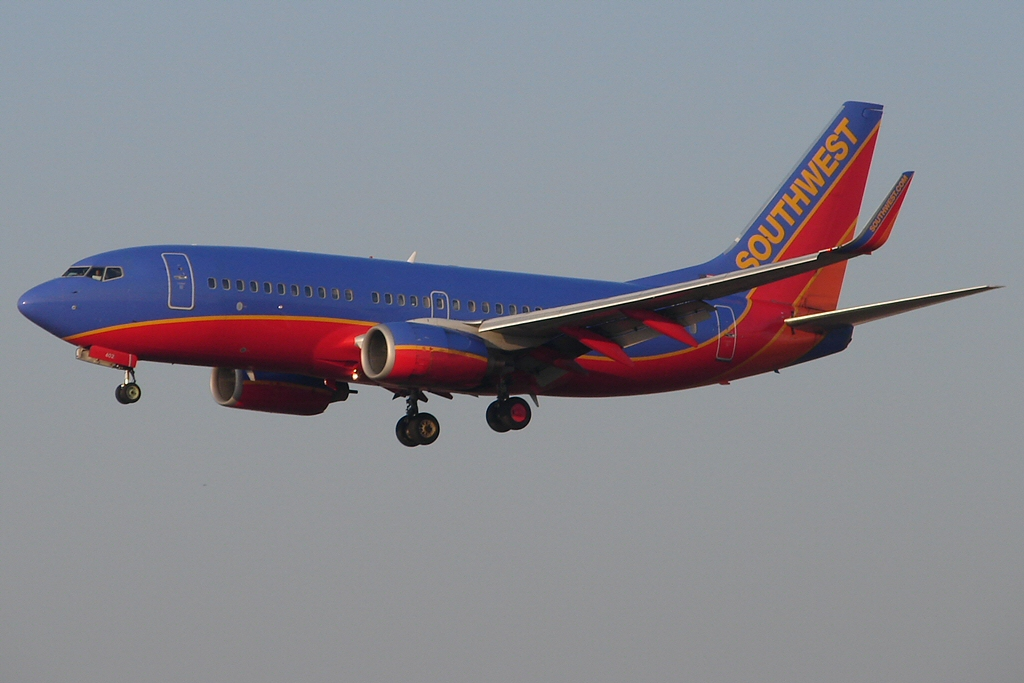
Southwest Airlines 737-700

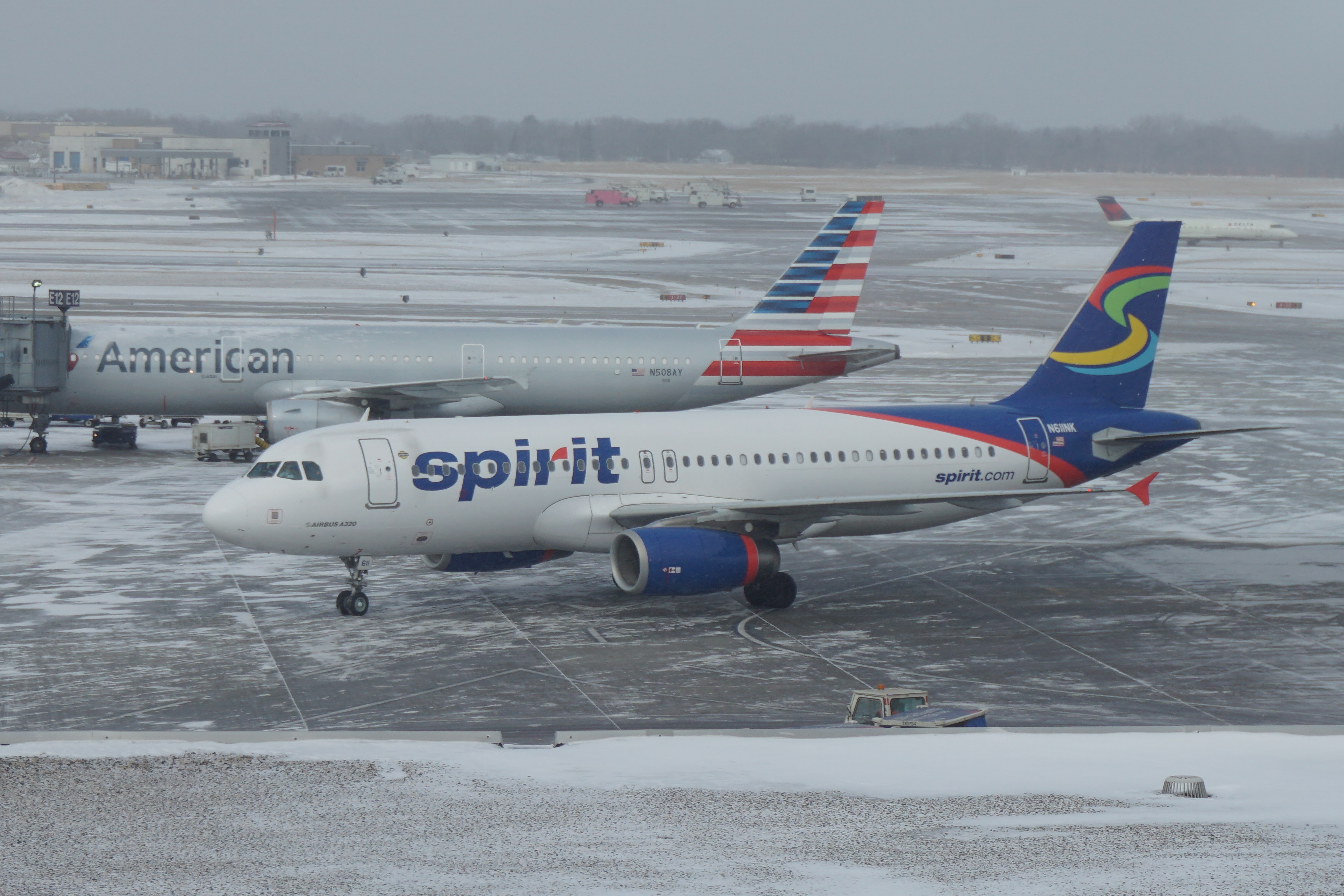
Spirit and American planes, from the observation deck

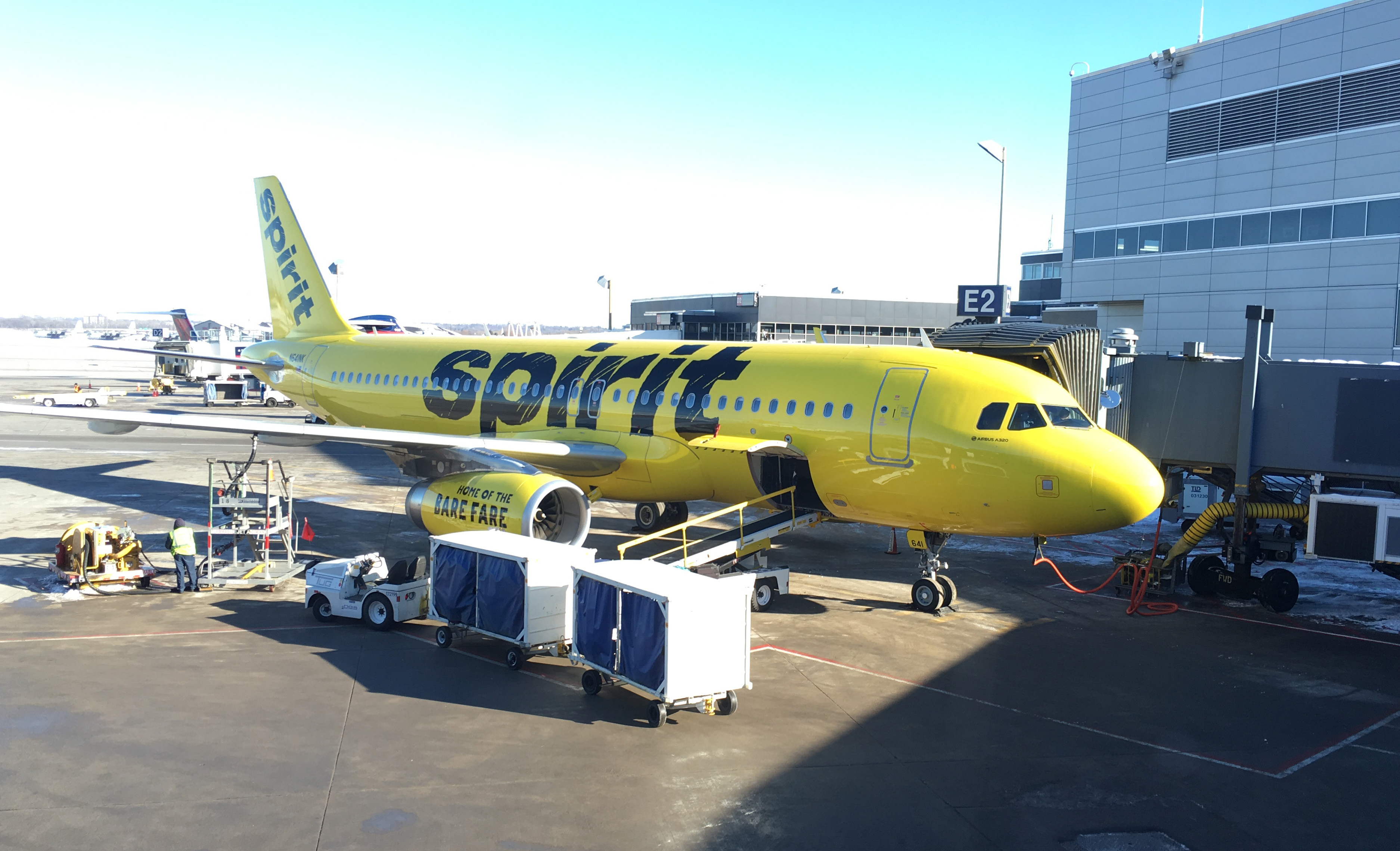
Spirit Airlines taxi A320

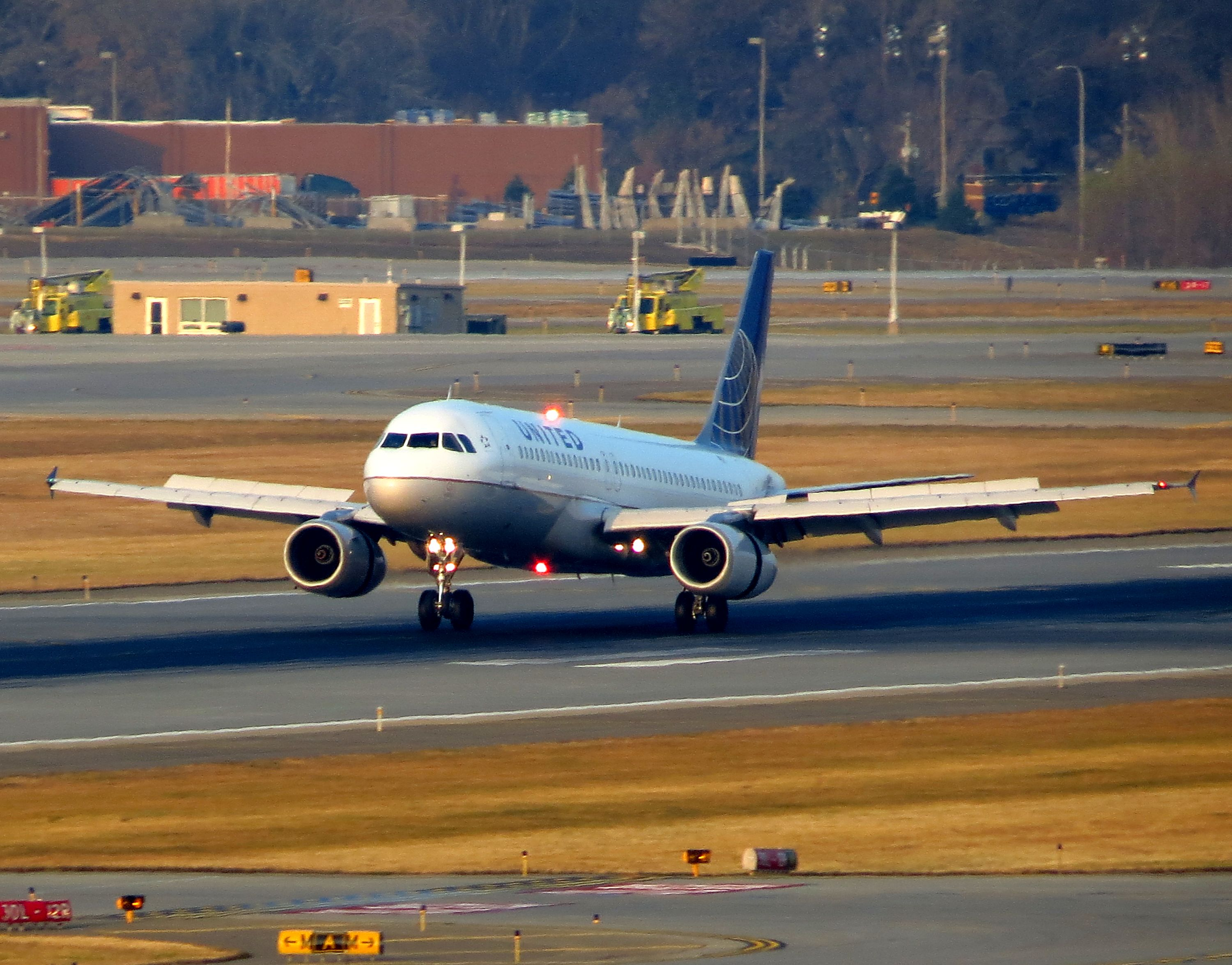
United Airlines A320

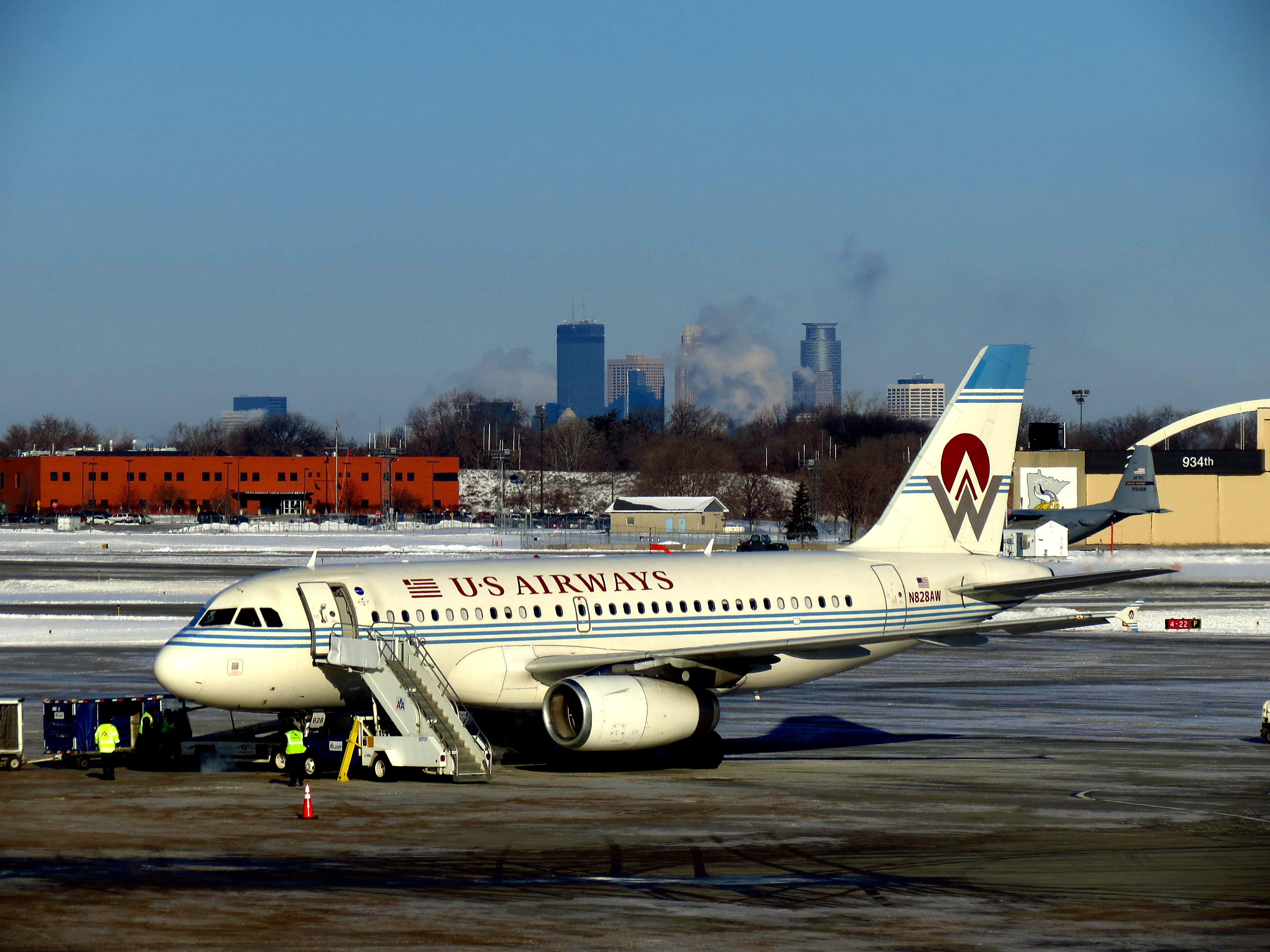
US Airways A319 in the retro America West livery

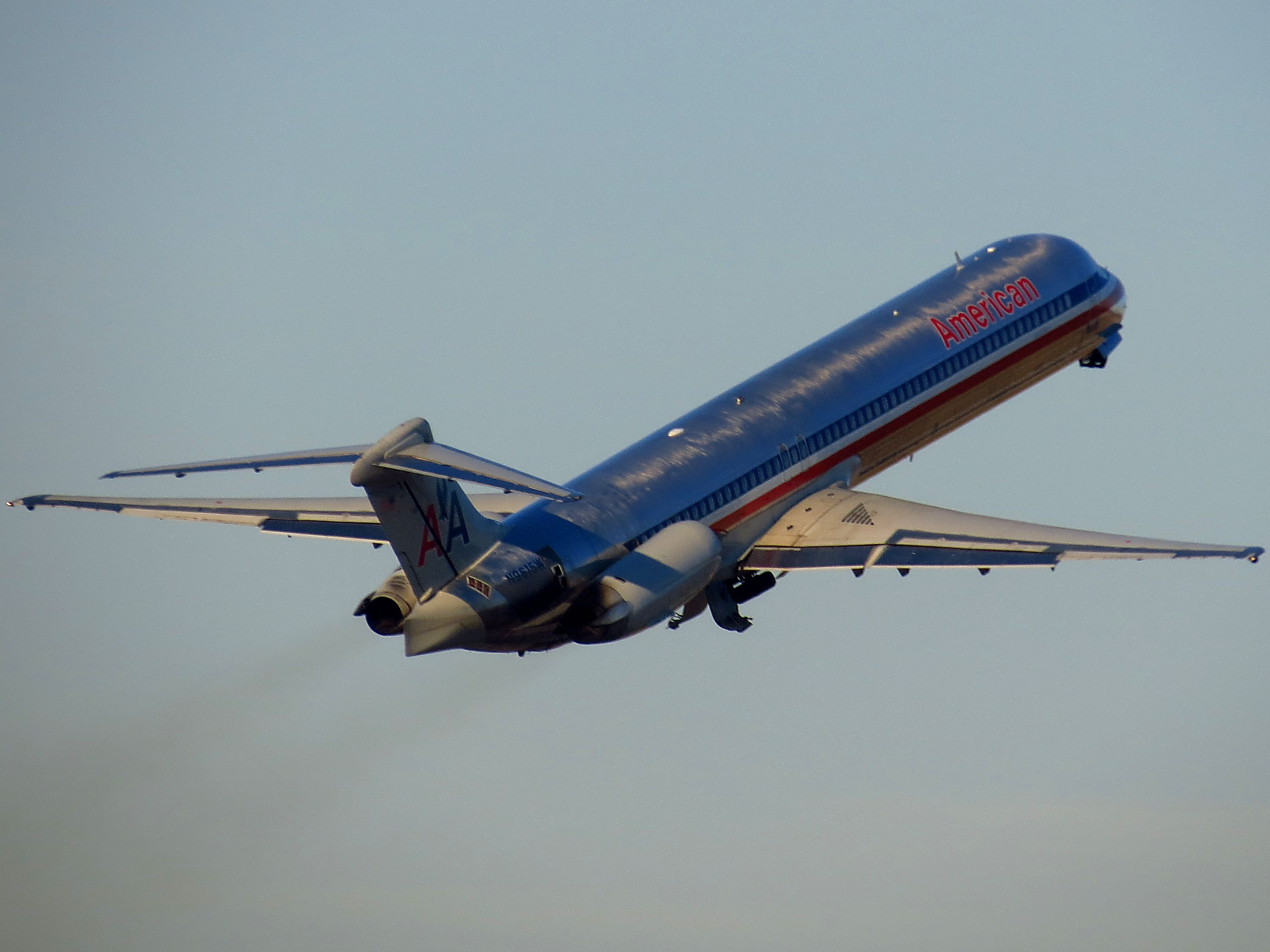
American Airlines MD-83

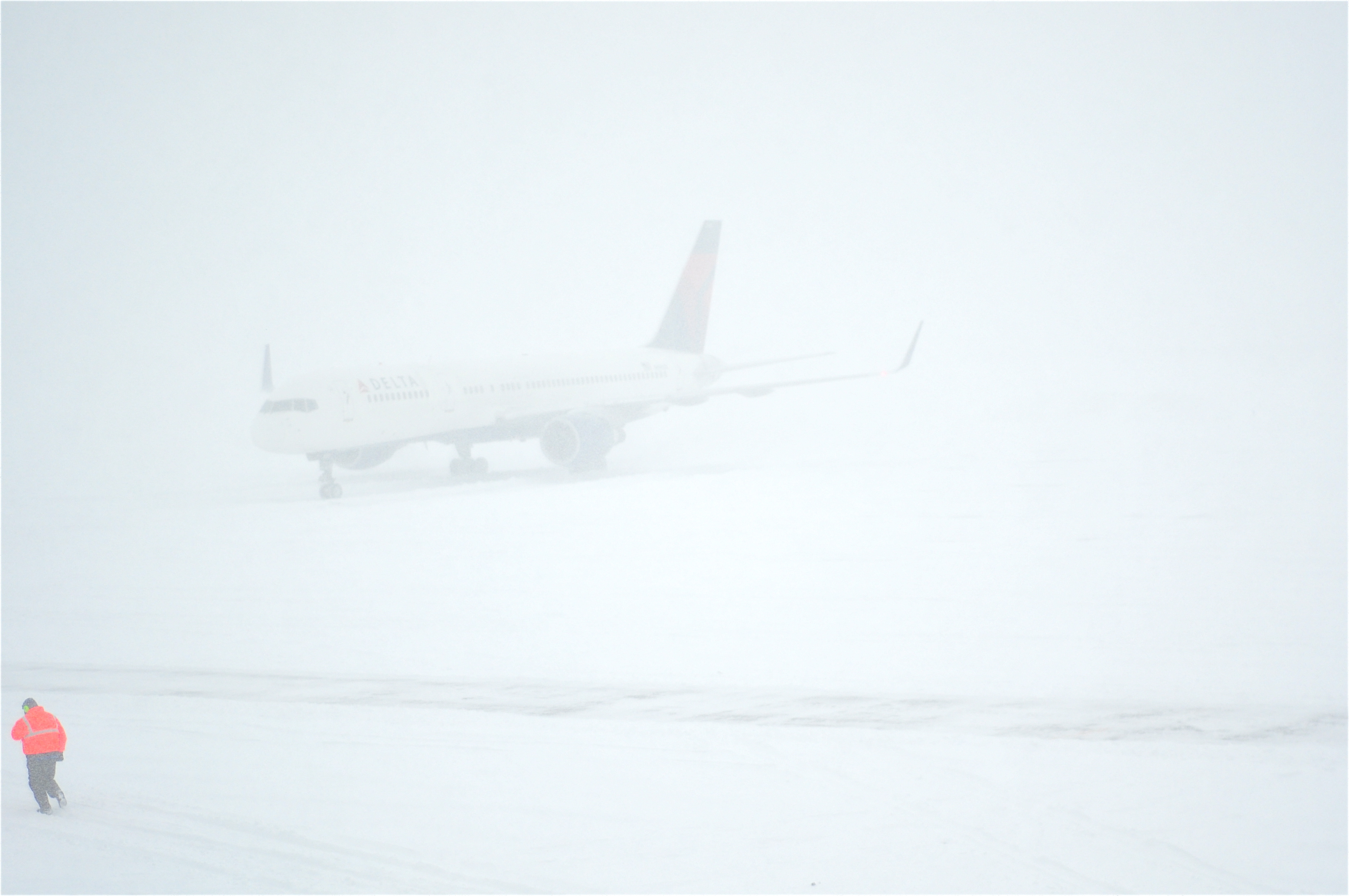
کولاک and whiteout conditions are common in Minnesota during the winter.

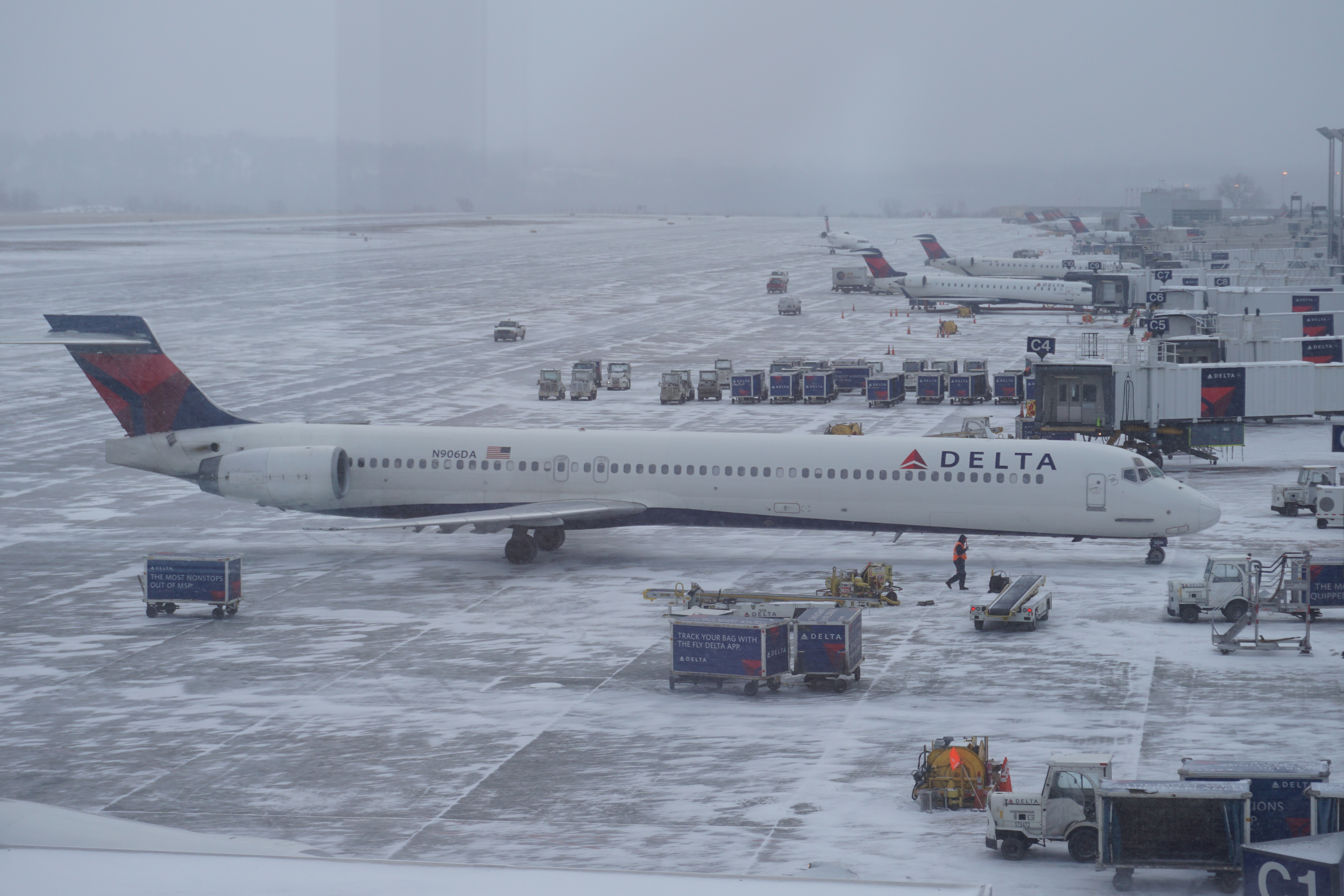
Delta planes parked at Concourse C

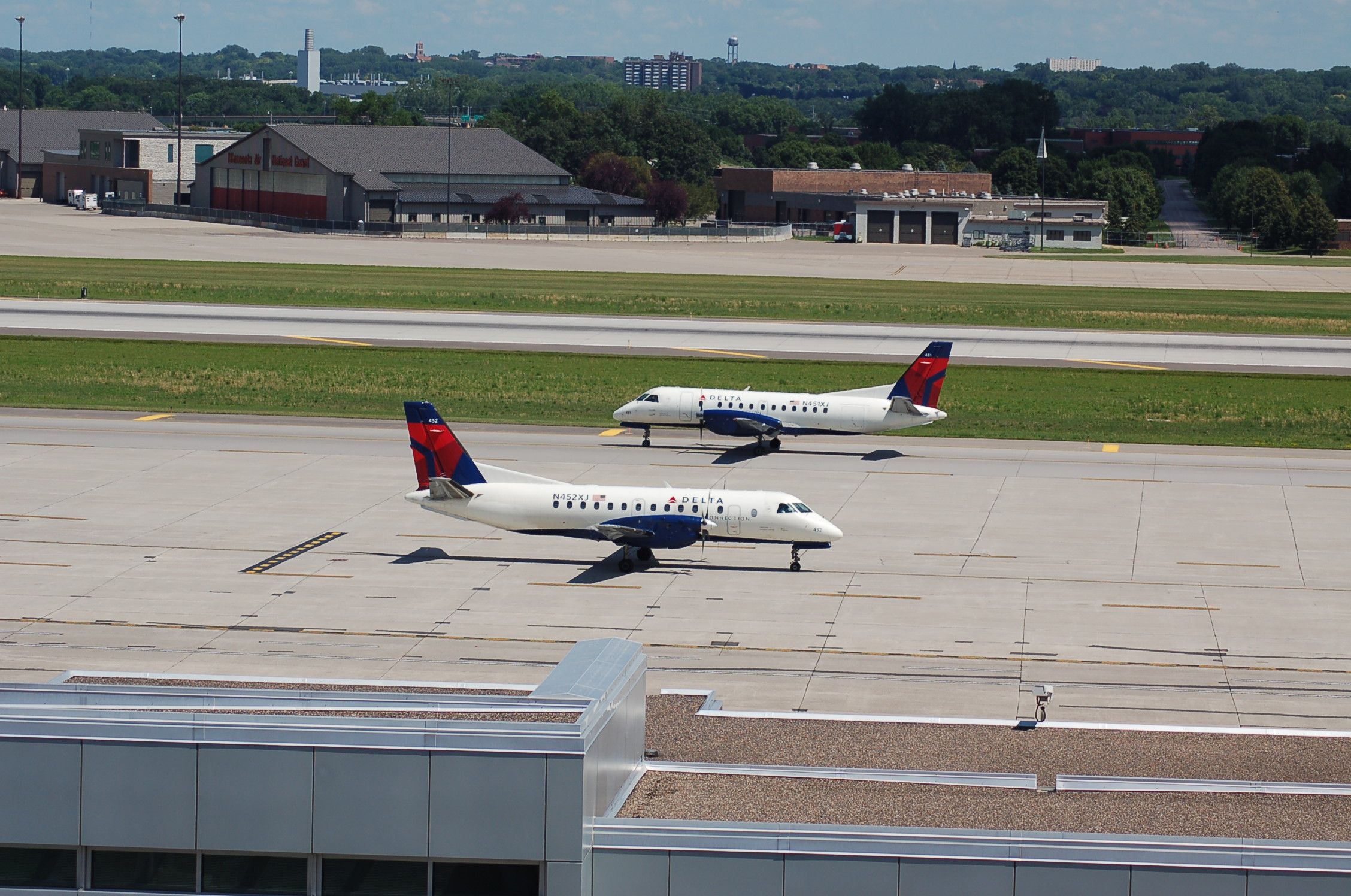
Delta Connection Saab 340's

| شرکت‌های هواپیمایی                    | مقصدهای پروازی | Refs   |
| ------------------------------------ | --- | ------ |
| Air Canada Express                   | پیرسون تورنتو | [ ۱ ]  |
| ایر چویس وان                         | محلی فورت دوج، شهرستان گگبیک-آیرن، شهری میسون | [ ۲ ]  |
| ایر فرانس                            | فصلی: شارل دوگل پاریس | [ ۳ ]  |
| آلاسکا ایرلاینز                      | سیاتل-تاکوما | [ ۴ ]  |
| آلاسکا ایرلاینز اجرا توسط هوریزن ایر | سن دیه‌گو (آغاز از ۱۸ نوامبر ۲۰۱۷)، سانفرانسیسکو (آغاز از ۱۵ دسامبر ۲۰۱۷), سیاتل-تاکوما (آغاز از ۱۸ نوامبر ۲۰۱۷) | [ ۴ ]  |
| آلاسکا ایرلاینز اجرا توسط اسکای‌وست   | پورتلند، سانفرانسیسکو | [ ۴ ]  |
| امریکن ایرلاینز                      | شارلوت داگلاس، اوهر شیکاگو، دالاس-فورت ورث، لس‌آنجلس (پایان در ۳ نوامبر ۲۰۱۷), فیلادلفیا، فینکس اسکای هاربر | [ ۷ ]  |
| امریکن ایگل                          | اوهر شیکاگو، لاگواردیا، میامی، فیلادلفیا، ملی رونالد ریگان واشینگتن | [ ۷ ]  |
| بوتیک ایر                            | محلی تیف ریور فالز | [ ۸ ]  |
| کوندور فلوگدینست                     | فصلی: فرانکفورت | [ ۹ ]  |
| دلتا ایرلاینز                        | اسخیپول آمستردام، تد استیونز انکوریج، هارتسفیلد-جکسون آتلانتا، آستین، ثرگود مارشال بالتیمور واشینگتن، بیلینگز لوگان، شهری بیسمارک، بویزی، لوگان، بوزمن یلوواستون، کانکون، کینتانا رو، شارلوت داگلاس، اوهر شیکاگو، سینسیناتی/کنتاکی شمالی، پورت کلمبوس، دالاس-فورت ورث، دنور، متروپولیتن شهرستان وین دیترویت، هکتور، فورت لادردیل–هالیوود، ساوثوست فلوریدا، جرالد فورد، بردلی، بین الملی هونولولو، جرج بوش، ایندیاناپلیس، کانزاس‌سیتی، مک‌کاران، هیترو لندن، لس‌آنجلس، منطقه‌ای شهرستانی دین، ممفیس، میامی، ژنرال میچل، میسولا، لیبرتی نیوآرک، لوئیز آرمسترانگ نیو اورلنان، جان اف کندی، لاگواردیا، صحرایی اپلی، جان وین، اورلاندو، شارل دوگل پاریس، فیلادلفیا، فینکس اسکای هاربر، پیتسبورگ، پورتلند، رالی-دورهام، گریتر راچستر، سکرامنتو، سالت‌لیک‌سیتی، سن دیه‌گو، سانفرانسیسکو، سان خوزه، سیاتل-تاکوما، محلی سو فالز، اسپوکن، لامبرت-ست لوی، تمپا، هانه‌دا، دالس واشینگتن، ملی رونالد ریگان واشینگتن، وینیپگ جیمز آرمسترانگ ریچاردسون فصلی: آلبانی، آلبوکرکی، منطقه‌ای شهرستان اوتاگامی، کویین بیاتریکس (آغاز از ۲۳ دسامبر ۲۰۱۷)، بوفالو نیاگارا، کالگری، میدوی شیکاگو، کلیولند هاپکینز، کوزومل، دلوت، ادمونتون، فیربنکس، اوون رابرتس، استن استراوبل، ایکستاپا-سیواتانخو، جکسن هول، جکسنویل، گلیشر پارک، دنیل اودوبر کیروش، ژنرال رافائل بولنا، سنگستر، نشویل، لیندن پیندلینگ، پام اسپرینگز، ال آی سی. گوستاو دیاز اورداز، پونتا کانا، محلی رپید سیتی، رنو تاهوئه، کفلاویک، ساسکاتون جان گ. دیفنبکر، سن آنتونیو، لوس کابوس، لوئیز مونز مارین، پرینسس جولیانا، سیراکیوز هنکاک، چری کپیتل، پیرسون تورنتو، توسان، ونکوور، پام بیچ | [ ۱۱ ] |
| دلتا کانکشن                          | ابردین، منطقه‌ای شهرستان اوتاگامی، آستین، ثرگود مارشال بالتیمور واشینگتن، منطقه‌ای بمیجی، بیلینگز لوگان، شهری بیسمارک، منطقه‌ای سنترال ایلنوی، بویزی، منطقه‌ای برینرد لیک، بوفالو نیاگارا، کالگری، آیوای شرقی، شارلوت داگلاس، میدوی شیکاگو، اوهر شیکاگو، سینسیناتی/کنتاکی شمالی، کلیولند هاپکینز، پورت کلمبوس، دالاس-فورت ورث، دیتون، دی موین، آیووا، دلوت، ادمونتون، هکتور، منطقه‌ای نورث‌وست، بیشاپ، فورت وین، ایندیانا، گرند فرک، جرالد فورد، گریت فالز، استن استراوبل، بردلی، منطقه‌ای هلنا، محلی رینج، جرج بوش، ایندیاناپلیس، فالز، فورد، کالامازو، گلیشر پارک، کانزاس‌سیتی، مک‌گی تایسن، شهری لا کروس، کپیتل ریجن، بلوگرس، لینکولن، لوئیویل، منطقه‌ای شهرستانی دین، ساویر، ممفیس، ژنرال میچل، ماینت، میسولا، کواد سیتی، مونترآل-پییر الیوت ترودو، سنترال ویسکانسن، نشویل، لیبرتی نیوآرک، لوئیز آرمسترانگ نیو اورلنان، جان اف کندی، لاگواردیا، ویل راجرز، صحرایی اپلی، ژنرال وین براندزینو داونینگ پیوریا، فیلادلفیا، پیتسبورگ، رالی-دورهام، محلی رپید سیتی، بخش ریدلاندر اونئیدا، ریچموند، روچستر، گریتر راچستر، ام‌بی‌اس، سالت‌لیک‌سیتی، سن آنتونیو، ساسکاتون جان گ. دیفنبکر، محلی سو فالز، محلی سوت بند، لامبرت-ست لوی، سیراکیوز هنکاک، پیرسون تورنتو، تری-سیتیز، تالسا، اکلاهما، ونکوور، دالس واشینگتن، ویچیتا مید-کانتیننت، اسلولین فیلد، وینیپگ جیمز آرمسترانگ ریچاردسون فصلی: آلبانی، شهرستان اسپن – پیتکین، ولی، یمپا ولی، منطقه‌ای آیداهو فالز، نورفک، سوننه/هیلتن حعیا، اسپوکن، چری کپیتل، ملی رونالد ریگان واشینگتن | [ ۱۱ ] |
| فرانتیر ایرلاینز                     | دنور فصلی: سینسیناتی/کنتاکی شمالی، کلیولند هاپکینز، اورلاندو، تمپا (آغاز از ۵ اکتبر ۲۰۱۷) | [ ۱۳ ] |
| ایسلندایر                            | کفلاویک | [ ۱۴ ] |
| کاال‌ام                               | اسخیپول آمستردام | [ ۱۵ ] |
| ساوت‌وست ایرلاینز                     | هارتسفیلد-جکسون آتلانتا، ثرگود مارشال بالتیمور واشینگتن، میدوی شیکاگو، دنور، کانزاس‌سیتی، ژنرال میچل (پایان در ۴ نوامبر ۲۰۱۷)، نشویل، فینکس اسکای هاربر، لامبرت-ست لوی فصلی: فورت لادردیل–هالیوود، ساوثوست فلوریدا، مک‌کاران، اورلاندو، تمپا | [ ۱۷ ] |
| Spirit Airlines                      | هارتسفیلد-جکسون آتلانتا، اوهر شیکاگو، دالاس-فورت ورث، متروپولیتن شهرستان وین دیترویت، مک‌کاران، لس‌آنجلس، فصلی: ثرگود مارشال بالتیمور واشینگتن، لوگان، دنور، فورت لادردیل–هالیوود، ساوثوست فلوریدا، جرج بوش، اورلاندو، فیلادلفیا، فینکس اسکای هاربر، تمپا | [ ۱۸ ] |
| Sun Country Airlines                 | لوگان، کانکون، کینتانا رو، دالاس-فورت ورث، دنور، ساوثوست فلوریدا، مک‌کاران، لس‌آنجلس، جان اف کندی، اورلاندو، فینکس اسکای هاربر، پورتلند، سن دیه‌گو، سانفرانسیسکو، لوئیز مونز مارین، سیاتل-تاکوما، ملی رونالد ریگان واشینگتن فصلی: تد استیونز انکوریج، کویین بیاتریکس (آغاز از ۲۳ دسامبر ۲۰۱۷), آستین (آغاز از ۳۱ اوت ۲۰۱۷)، کوزومل، گلف پورت-بیلوکسی، ولی، باهیاس د هواتولکو، ایکستاپا-سیواتانخو، لاوگهلین/بولهاد، دنیل اودوبر کیروش، پلایا دو اورو، ژنرال رافائل بولنا، میامی، سنگستر، پام اسپرینگز، ال آی سی. گوستاو دیاز اورداز، پونتا کانا، پرینسس جولیانا، سیرل گری کینگ، لوس کابوس، چارلز م. شولتس شهرستان سنوما (آغاز از ۲۴ اوت ۲۰۱۷)، سوننه/هیلتن حعیا، تمپا، توسان (آغاز از ۲۱ دسامبر ۲۰۱۷), پام بیچ | [ ۲۱ ] |
| یونایتد ایرلاینز                     | اوهر شیکاگو، دنور، جرج بوش، لیبرتی نیوآرک، سانفرانسیسکو | [ ۲۲ ] |
| یونایتد اکسپرس                       | اوهر شیکاگو، دنور، جرج بوش، لس‌آنجلس، لیبرتی نیوآرک، سانفرانسیسکو، دالس واشینگتن | [ ۲۲ ] |

- Sun Country Airlines will begin non-stop service to خوآن گئوآلبرتو گومس and آبل سانتاماریا starting December 2017.[۲۳]

### پروازهای چارتر

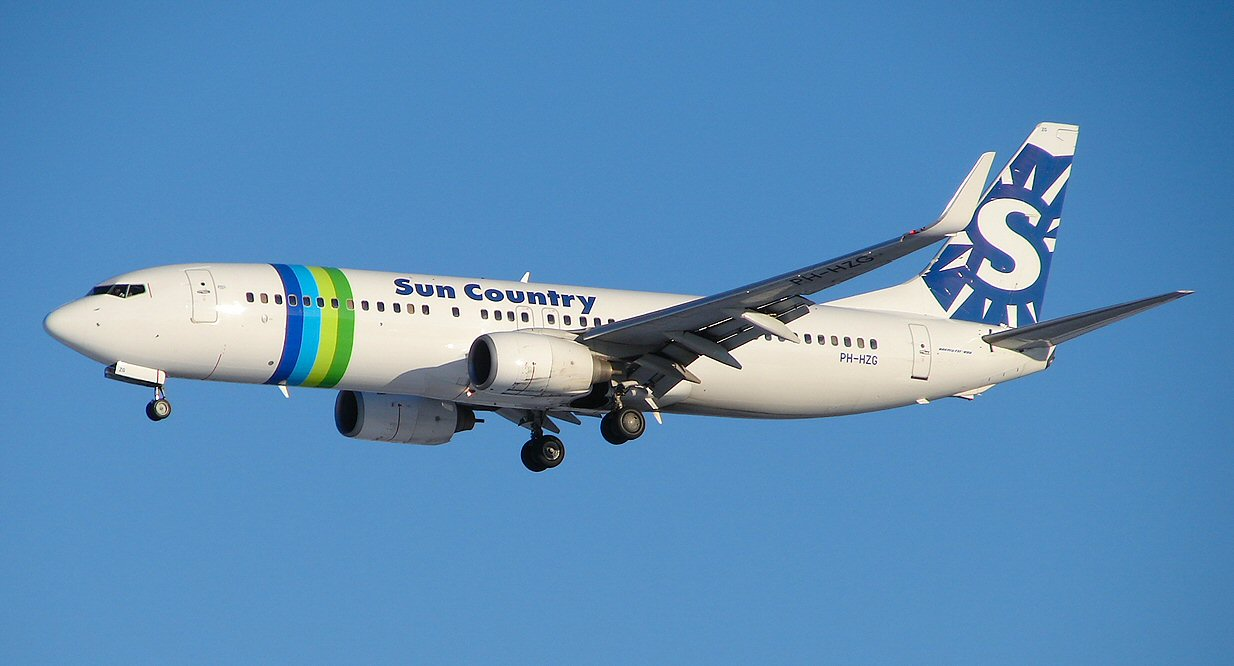
Sun Country Airlines 737-800 leased from Transavia

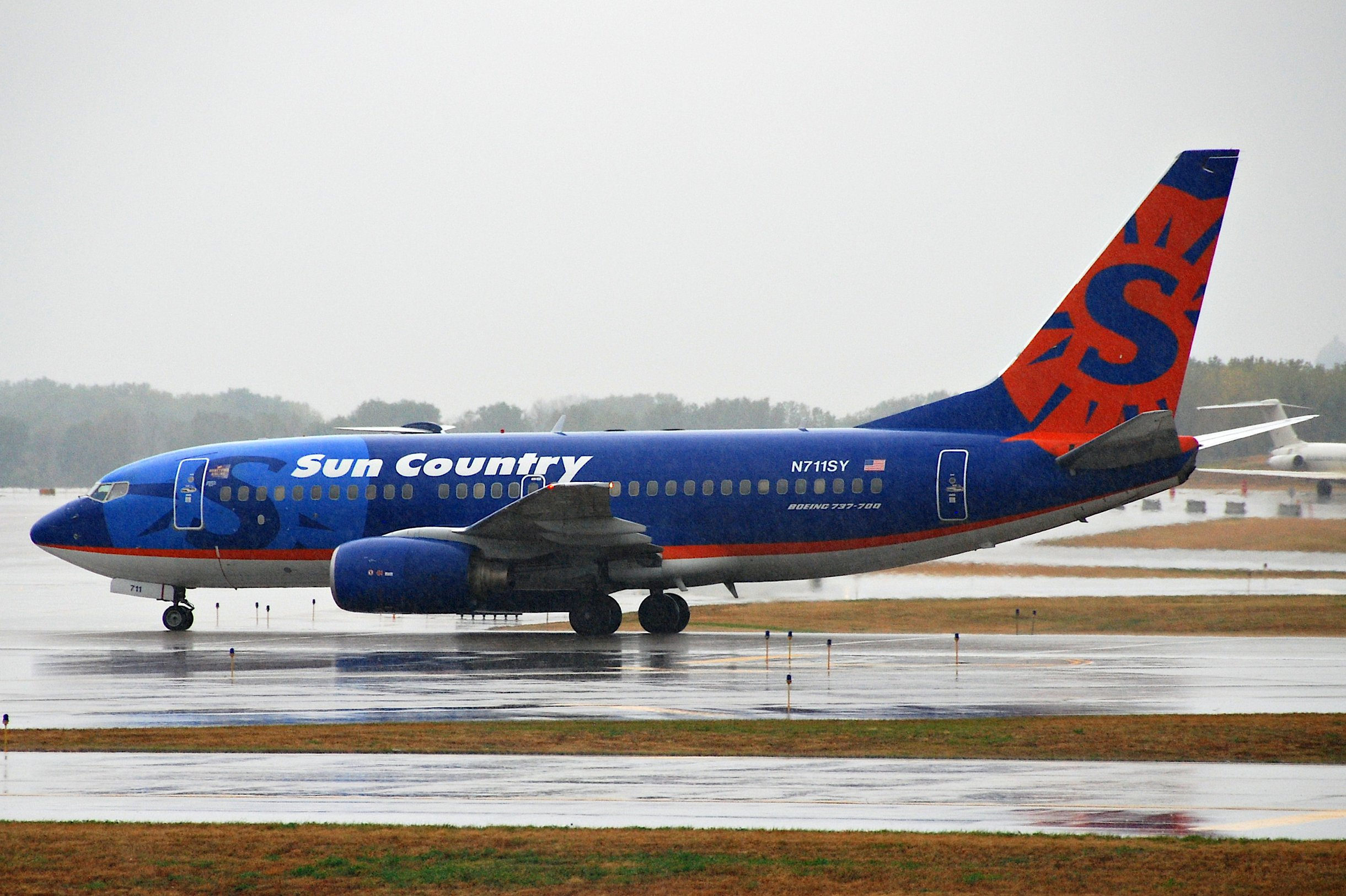
Sun Country Airlines Boeing 737-700

| شرکت‌های هواپیمایی                               | مقصدهای پروازی | Refs             |
| ----------------------------------------------- | --- | ---------------- |
| Apple Vacations اجرا توسط Sun Country Airlines  | کانکون، کینتانا رو، کوزومل، باهیاس د هواتولکو، ایکستاپا-سیواتانخو، دنیل اودوبر کیروش، سنگستر، ال آی سی. گوستاو دیاز اورداز، پونتا کانا، لوس کابوس | [ ۲۴ ]           |
| Casino Express اجرا توسط Xtra Airways           | محلی الکو، ونداور | [ نیازمند منبع ] |
| Funjet Vacations اجرا توسط Sun Country Airlines | کانکون، کینتانا رو، کوزومل، ایکستاپا-سیواتانخو، دنیل اودوبر کیروش، سنگستر، لیندن پیندلینگ، ال آی سی. گوستاو دیاز اورداز، پونتا کانا، لوس کابوس    | [ ۲۵ ]           |
| Sun Country Airlines                            | فورت لادردیل–هالیوود، لاوگهلین/بولهاد | [ ۲۱ ]           |
| Total Rewards Air اجرا توسط Republic Airlines   | اتلنتیک سیتی، گلف پورت-بیلوکسی، لاوگهلین/بولهاد، تونیکا، میسیسیپی                                                                                 | [ ۲۶ ]           |

### باری

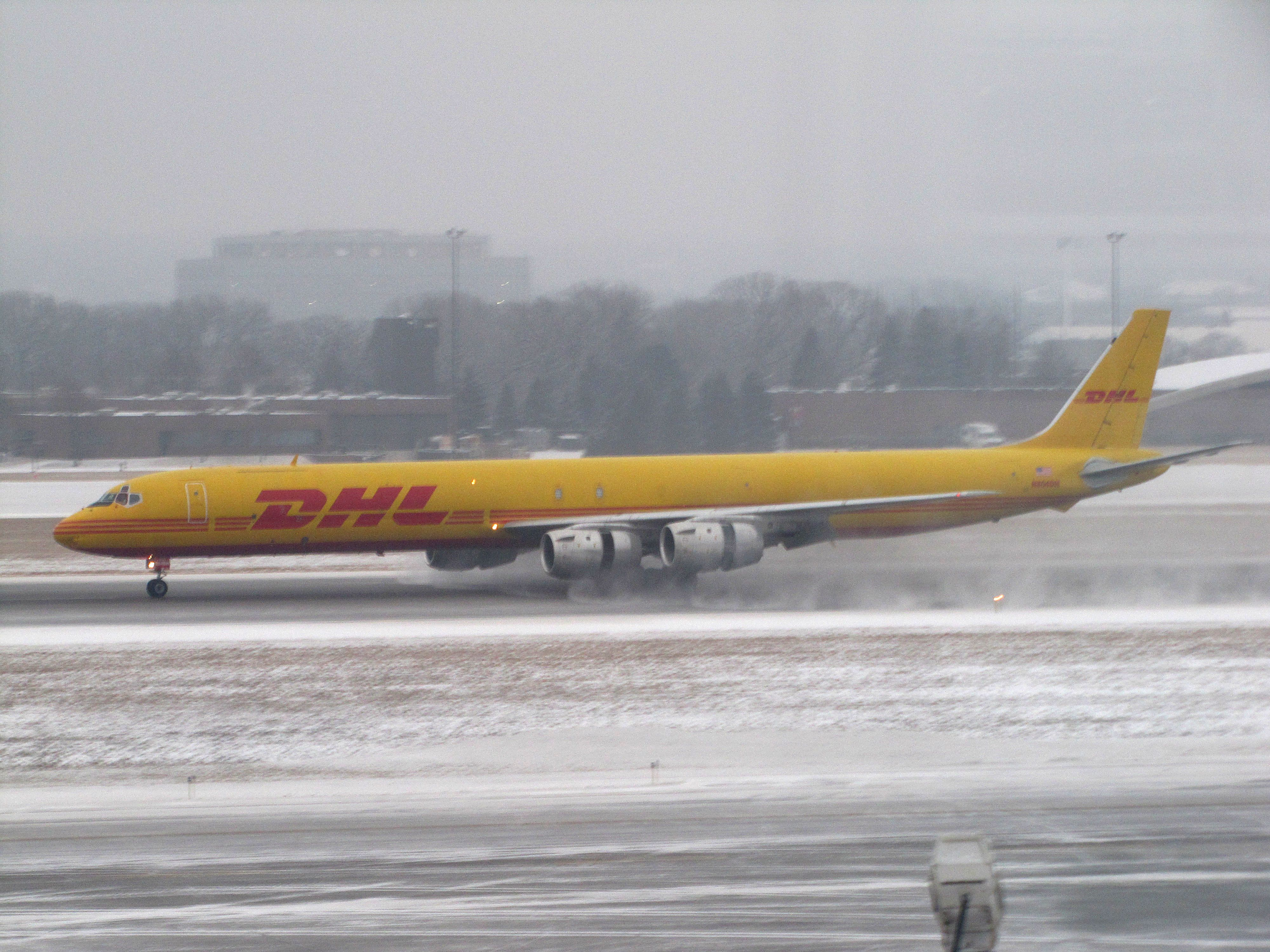
DHL DC-8

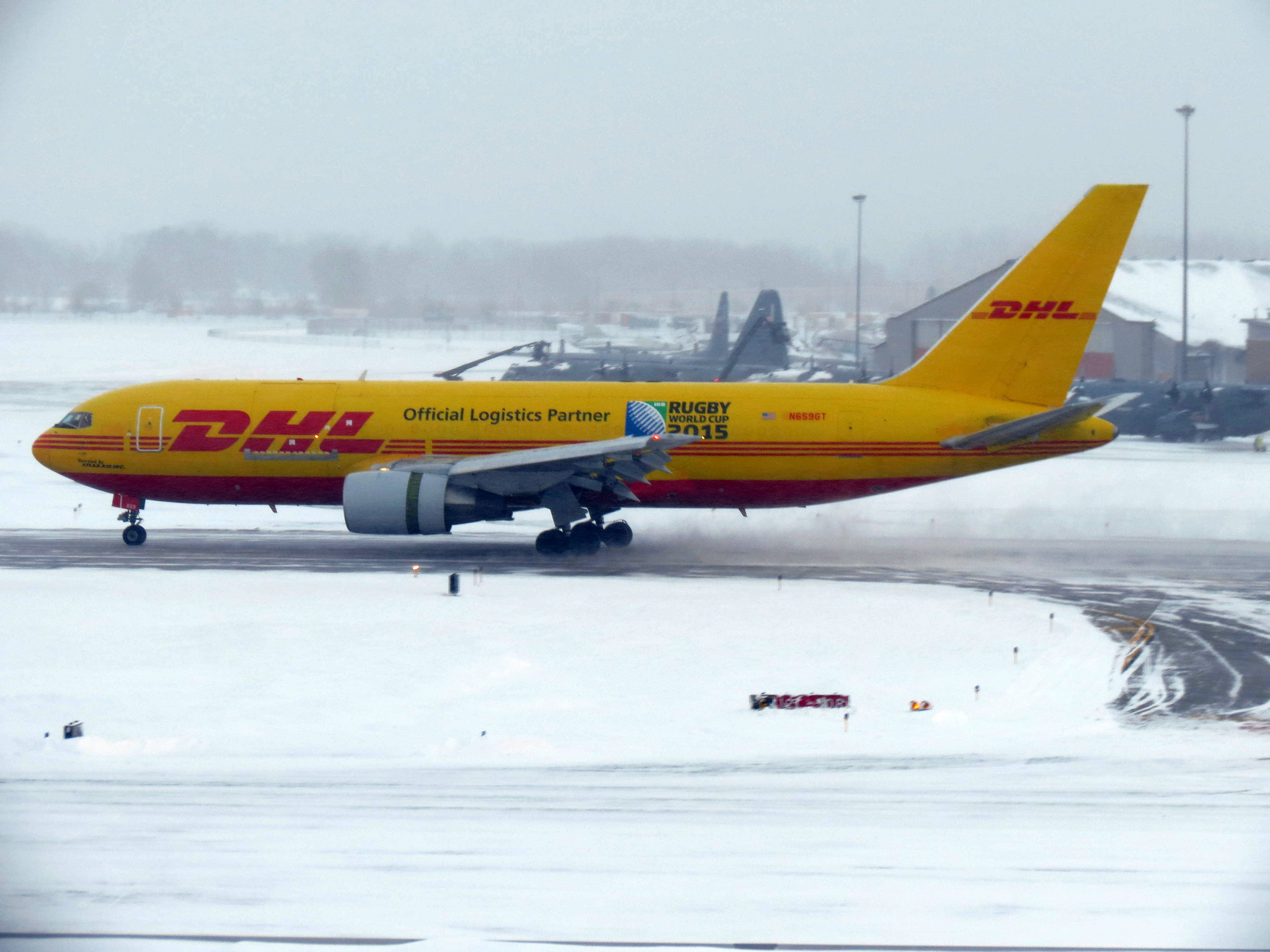
DHL 767-200

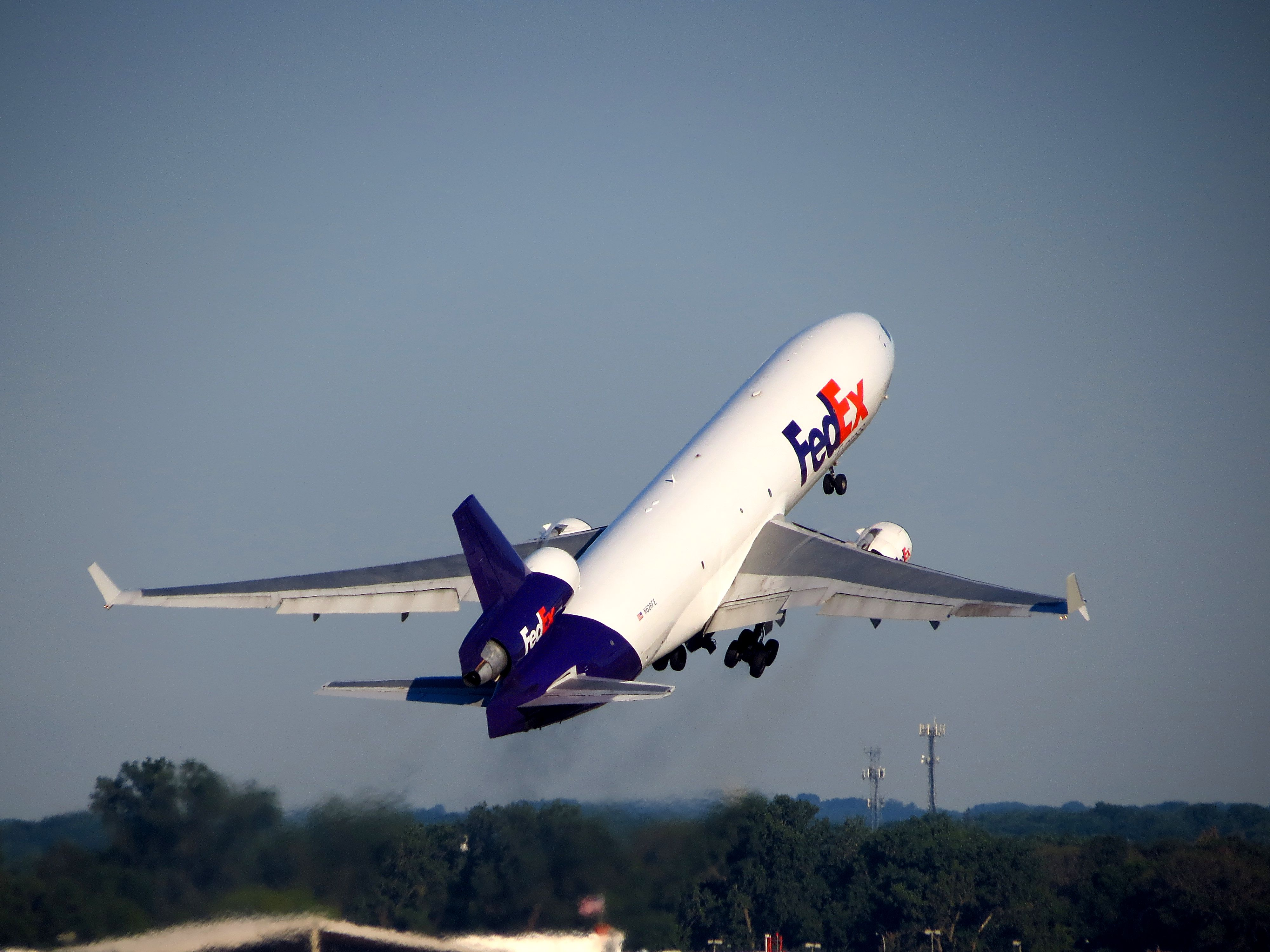
Fed Ex MD11

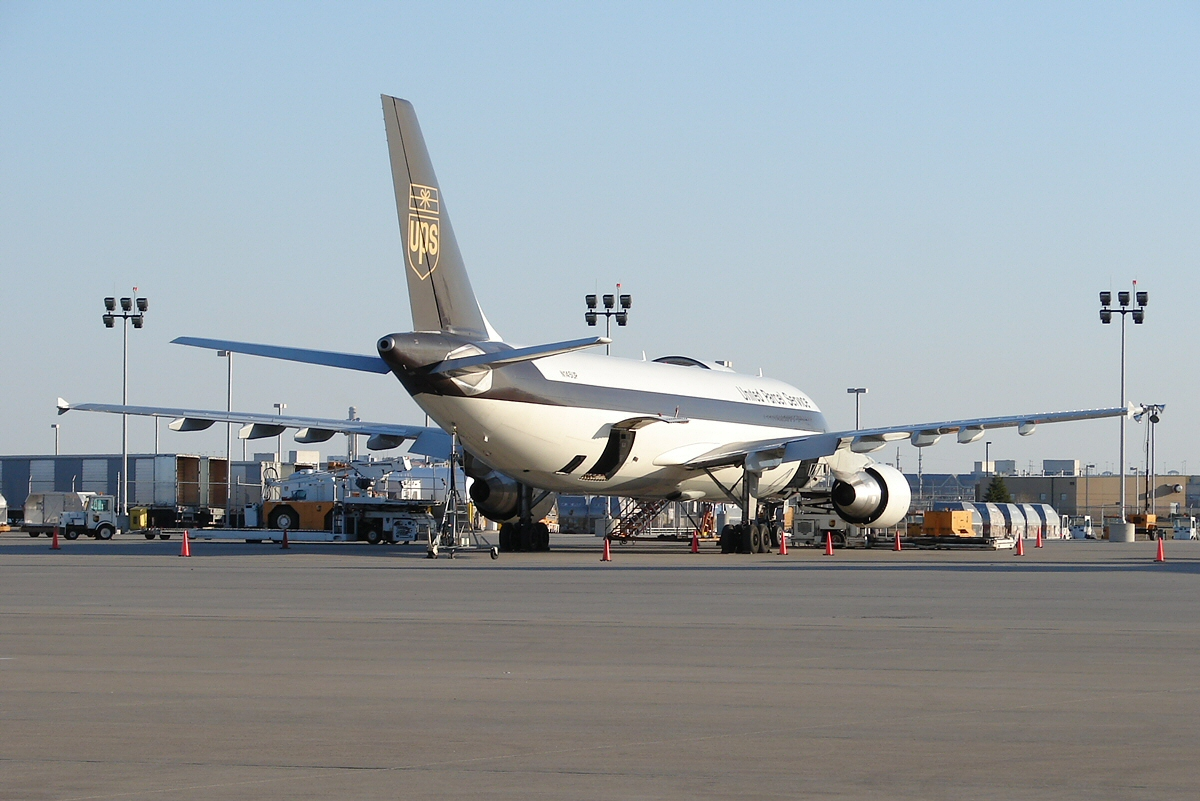
UPS A300

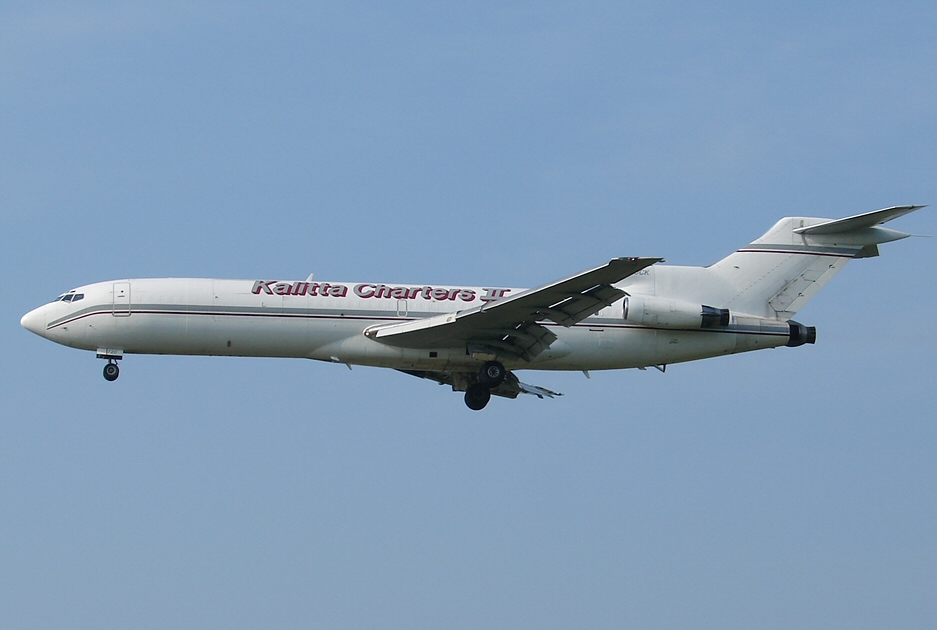
Kalitta Cargo 727-200

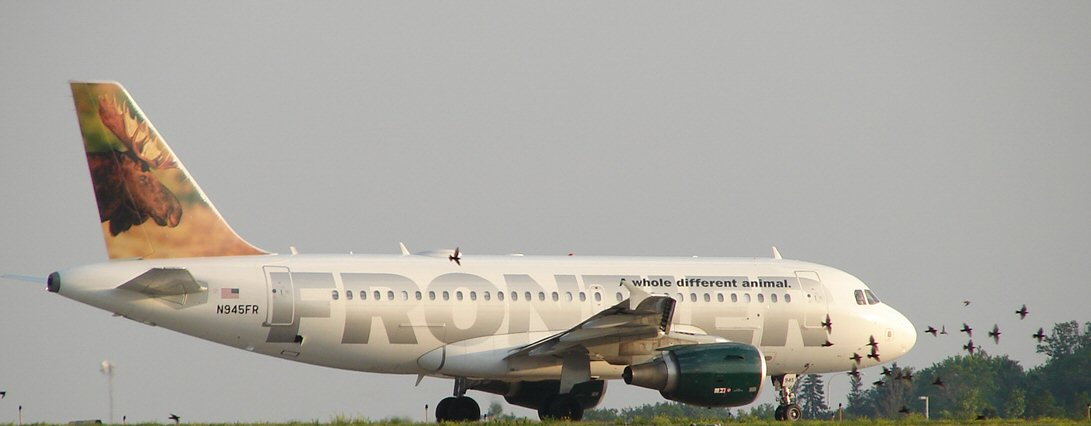
Frontier Airlines A320

| شرکت‌های هواپیمایی                             | مقصدهای پروازی |
| --------------------------------------------- | --- |
| دی‌اچ‌ال اوییشن اجرا توسط اطلس ایر              | سینسیناتی/کنتاکی شمالی، متروپولیتن شهرستان وین دیترویت، ژنرال میچل |
| دی‌اچ‌ال اوییشن اجرا توسط Encore Air Cargo      | محلی تیف ریور فالز |
| دی‌اچ‌ال اوییشن اجرا توسط Suburban Air Freight  | سینسیناتی/کنتاکی شمالی، صحرایی اپلی، وینیپگ جیمز آرمسترانگ ریچاردسون |
| فدکس اکسپرس                                   | منطقه‌ای شهرستان اوتاگامی، اوهر شیکاگو، متروپولیتن شهرستان وین دیترویت، ایندیاناپلیس، ممفیس، ژنرال میچل فصلی: ریکن‌بیکر، فوت ورث الاینس، گرند فرک، لس‌آنجلس، لیبرتی نیوآرک، اوکلند، روچستر، لامبرت-ست لوی |
| فدکس اکسپرس اجرا توسط کورپوریت ایر            | منطقه‌ای بمیجی |
| فدکس اکسپرس اجرا توسط سی‌اس‌ای ایر              | منطقه‌ای بمیجی |
| فدکس اکسپرس اجرا توسط IFL Group Air Cargo     | ممفیس، محلی تیف ریور فالز |
| فدکس اکسپرس اجرا توسط مانتین ایر کارگو        | دلوت |
| یوپی‌اس ایرلاینز                               | شیکاگو راکفرد، لوئیویل، فیلادلفیا، وینیپگ جیمز آرمسترانگ ریچاردسون فصلی: آیوای شرقی، اوهر شیکاگو، دالاس-فورت ورث، ژنرال میچل، انتاریو، فینکس اسکای هاربر، محلی سو فالز                                 |
| یوپی‌اس ایرلاینز اجرا توسط اطلس ایر            | فصلی: لوئیویل |
| یوپی‌اس ایرلاینز اجرا توسط بمیجی ایرلاینز      | شهری اسکندریه، منطقه‌ای بمیجی، منطقه‌ای برینرد لیک، دیترویت لیک، دلوت، شهری فرگس فالز، جرالد فورد، فالز، شهری لا کروس، محلی ساوثوست مینه‌سوتا، محلی رایس لیک، محلی تیف ریور فالز، شهری وادنا، شهری وینونا |
| یوپی‌اس ایرلاینز اجرا توسط IFL Group Air Cargo | لوئیویل، محلی تیف ریور فالز |
| یوپی‌اس ایرلاینز اجرا توسط Southern Air        | فصلی: لوئیویل |